# Flaga Naddniestrza

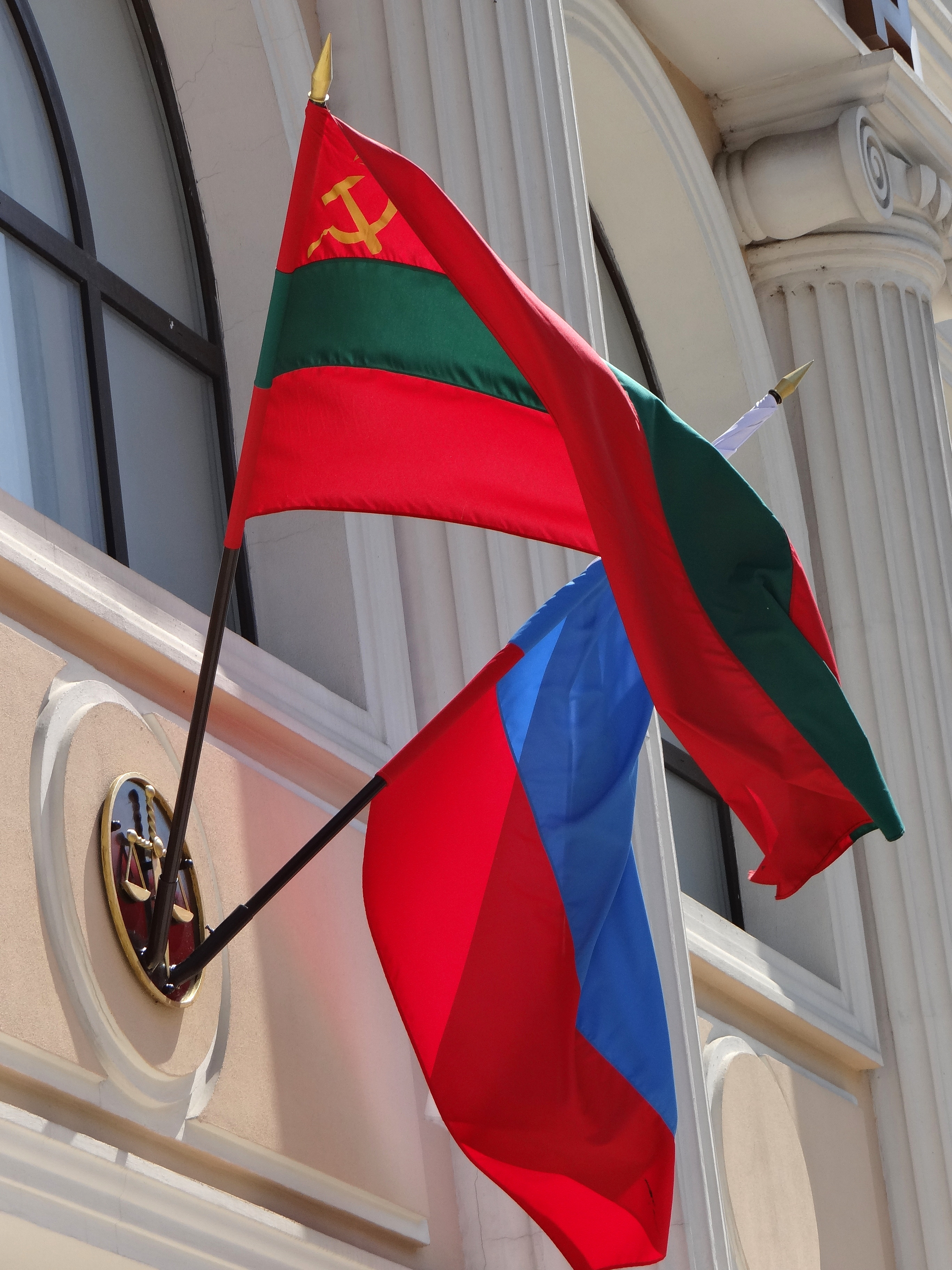
Wywieszone dwie oficjalne flagi Naddniestrza

Flaga Naddniestrza – pochodzi z okresu Związku Radzieckiego i swym wyglądem nawiązuje do flagi ZSRR.

## Symbolika
Awers flagi jest bardzo podobny do flagi Mołdawskiej SRR używanej w latach 1940–1991 i zawiera symbole ZSRR i ruchu robotniczego: sierp i młot oraz czerwoną gwiazdę, posiada ona jednak ciemniejszy pas zieleni. Rewers flagi nie posiada natomiast tych symboli. Zgodnie z art. 4 ustawy o symbolach państwowych Naddniestrza – flaga państwowa może być używana również w wersji uproszczonej, tzn. pozbawionej symbolu sierpa, młota i gwiazdy również na awersie.
Flaga Naddniestrza jest też jedną z nielicznych flag, w której awers różni się od rewersu (podobne flagi wśród państw mają Arabia Saudyjska, Paragwaj i Sahara Zachodnia).
W 2017 roku zdecydowano o zrównaniu flagi rosyjskiej z dotychczasowymi symbolami Naddniestrza, co oznacza wywieszenie jej na wszystkich urzędach oraz używanie w trakcie oficjalnych uroczystości.

## Flagi historyczne

Flaga Mołdawskiej ASRR (1925–1937)
Flaga Mołdawskiej ASSR (1937–1938)
Flaga Mołdawskiej ASRR 1938–1941
Flaga Naddniestrza 1991–2000
Flaga Naddniestrza od 2000